# Tongzhi-Restauration
Die Tongzhi-Restauration fand im China der 1860er Jahre statt. Sie trägt formell den Namen des damals amtierenden minderjährigen Kaisers Tongzhi, wurde aber faktisch von der Regentin Cixi und ihrem Berater Zeng Guofan ins Werk gesetzt.
Unter Berufung auf die Überlegenheit Chinas gegenüber dem Westen in weltanschaulichen und moralischen Dingen wurde eine Rückbesinnung auf seine konfuzianischen Traditionen gefordert, gleichwohl aber ein Aufholbedarf des Landes auf wirtschaftlichem, militärischem und technologischem Gebiet anerkannt. 
So förderte die Staatsspitze gezielt das Studium ausländischer Kulturen, Sprachen und Technologien, insbesondere durch Gründung entsprechender Fachschulen (Tongwenguan), aber auch dadurch, dass man junge Chinesen zum Studium ins Ausland schickte. Ferner wurden zur Forcierung der Industrialisierung etwa in großer Zahl Schiffswerften, Arsenale und Waffenfabriken errichtet.